# Ricciardo Amadino
Ricciardo Amadino ou Riccardo Amadino (fl.  1572–Venise, 1621) est un imprimeur vénitien. 

## Carrière

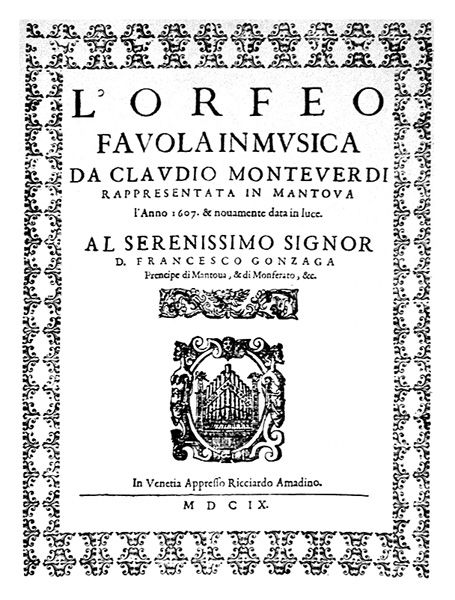
Page de titre de l'opéra de Monteverdi, L'Orfeo, imprimé en 1609, par Ricciardo Amadino.

Il tente brièvement de publier de la musique lui-même en 1579, mais en vain. Il s'associe avec Giacomo Vincenti, avec lequel il publie plus de quatre-vingt ouvrages entre 1583 et 1586. Beaucoup d'entre eux sont des réimpressions de livres de madrigaux populaires, mais certains sont des premières impressions. Leur partenariat s'est terminé autour de 1586, mais ils continuent à travailler ensemble à l'occasion. Après 1586, la marque d'Amadino est la gravure sur bois d'un orgue et il imprime principalement de la musique, avec quelques traités théoriques, dont la première édition de Il desiderio (1594) d'Ercole Bottrigari. Il imprime les œuvres de grands compositeurs comme Luca Marenzio et Claudio Monteverdi, dont la célèbre édition, en 1609, de L'Orfeo et, en termes de production pure, il est l'un des principaux imprimeurs de musique italienne de son époque,.

## Sources
- (en) Thomas W. Bridges, « Amadino, Ricciardo », dans L. Macy (éd.), The New Grove Dictionary of Music and Musicians, vol. 29, Londres, Macmillan, 2001, 2e éd., 25 000 p. (ISBN 9780195170672, lire en ligne)